# Rhachisphora elongatus
Rhachisphora elongatus là một loài côn trùng cánh nửa trong họ Aleyrodidae, phân họ Aleyrodinae.
Rhachisphora elongatus được Regu & David miêu tả khoa học đầu tiên năm 1990.